# Pave Anicetus
Anicetus var pave fra 155 til omkring 166. Ifølge Vatikanets "Annuario Pontificio" var han pave fra 159 eller 157 til 153 eller 168. Anicetus var syrer fra Emesa. Anicetus var den første pave, der fordømte kætteri ved at forbyde montanisme. Han var også aktiv i modstanden af gnosticisme og markionisme. Ifølge Liber Pontificalis lavede Anicetus en forordning om, at præster ikke måtte have langt hår, måske fordi gnostikerne netop havde langt hår. Anicetus skulle have lidt martyrdøden. Den 16., 17. og 20. april er alle angivet som hans dødsdato. Men den 17. april bliver fejret som hans mindedag. Detaljerne omkring hans martyrdød er ukendte.
| Efterfulgte: Pave Pius I | Pave 155-166 | Efterfulgtes af: Pave Soter |

- Wikimedia Commons har flere filer relateret til Pave Anicetus